# تايرون باول
تايرون باول (17 يونيو 1953 في المملكة المتحدة - ) (بالإنجليزية: Tyrone Powell)‏ هو لاعب كريكت بريطاني ونيوزلندي. لعب مع نادي مقاطعة غلاموركن للكريكت ‏ وNorfolk County Cricket Club ‏.